# Сіренко Володимир Іванович
Володи́мир Іва́нович Сіре́нко (7 грудня 1931 — 8 травня 2015) — український поет, прозаїк, правозахисник та  дисидент.

## Біографія
Народився 7 грудня 1931 році в селі Новопетрівка Бердянського району Запорізької області. У 1954 році закінчив філологічний факультет Дніпропетровського державного університету (ДДУ).
Володимир Сіренко почав писати вірші ще в дитинстві. Його вірші публікувала міська газета «Дзержинець». Працював на металургійному заводі, кореспондентом у бердянській газеті «Більшовицька зірка», на обласному телебаченні.
Сіренко став активним оборонцем української мови, борцем проти національного гноблення свого народу. Зазнав гонінь органів КДБ за націоналістичні погляди. 1985 — репресований органами КДБ, перестали друкувати твори.
У лютому 1968 р., коли Олеся Гончара критикували за роман «Собор», Сіренко написав листа на підтримку письменника, за що позбувся роботи.
1986 — реабілітований за відсутністю складу злочину. Володимир Сіренко — член Національної спілки письменників України, лауреат літературної премії «Благовіст» за книгу «Велика зона злочинного режиму» , кавалер ордена «За заслуги» ІІІ ступеня.

## Творчість
Автор поетичних збірок:
- «Народження пісні»
- «Батькове поле»
- «Корінь мого роду»
- «Голгофа» (1992)
- «Навпростець по землі»
- «Все було»
- «Повернення в собі»
- «Регіт на палі»

Книг прози:
- «Хрести дерев'яні»;
- «Велика зона злочинного режиму».

Редактор і упорядник поетичної антології «Весняній цвіт» (поети Кам'янського).
Публікується в українській періодиці, окремі вірші — в газетах Канади, США, Австралії, Чехії, Ізраїлю.

## Вшанування пам'яті
У Кам'янському на честь поета названа вулиця Володимира Сіренка.